# Martinus Willem Beijerinck
Martinus Willem Beijerinck (Ámsterdam, 16 de marzo de 1851 - Lochem, 1 de enero de 1931) fue un naturalista, botánico, y microbiólogo neerlandés. Es uno de los fundadores de la virología, siendo recordado por el descubrimiento del virus del mosaico del tabaco.

## Semblanza
Trabajó mucho en el Polytechnische Hogeschool Instituto Politécnico de Delft a partir de 1895. Se interesaba en la microbiología aplicada a la agricultura y las industrias.
Sus descubrimientos son probablemente tan importantes como otros de esa época como los de Robert Koch (1843-1910) o de Louis Pasteur (1822-1895), sin embargo, Beijerinck no se dedicó solo a las enfermedades humanas, por lo que no tuvieron el mismo impacto.
Es considerado uno de los fundadores de la virología, y demostró, empleando filtros extremadamente finos, que el agente patógeno responsable de la enfermedad del mosaico del tabaco es mucho más pequeño que una bacteria. Él los nombra virus.
Descubre igualmente el principio de la fijación simbiótica del nitrógeno por leguminosas.
Beijerinck descubrió también el fenómeno de las bacterias reductoras de sulfato, una forma de respiración anaeróbica. Descubrió que algunas bacterias eran capaces de usar sulfato como aceptador de electrones en lugar del oxígeno. Este descubrimiento ha tenido un impacto importante en la comprensión de los ciclos biogeoquímicos. Beijerinck aisló y describió la primera bacteria sulfito reductora, la Spirillum desulfuricans.
Beijerinck inventó el medio de enriquecimiento, un método fundamental de estudio de los microorganismos del medio ambiente.
Socialmente, Beijerinck era una figura excéntrica; fue verbalmente abusivo con los estudiantes, nunca se casó, y tuvo pocas colaboraciones profesionales. También fue conocido por su estilo ascético de vida y su opinión de que la ciencia y el matrimonio eran incompatibles. Su baja popularidad con sus alumnos periódicamente le deprimía, pues le gustaba mucho difundir su entusiasmo por la biología en el aula.

## Honores
- Recibió la Medalla Leeuwenhoek en 1905.
- El cráter lunar Beijerinck lleva este nombre en su honor.[3]

Premio Virología M.W. Beijerinck
- En su honor, la "Real Academia Neerlandesa de Ciencias", KNAW, funda en 1965 dicho Premio M.W. Beijerinck".

- La abreviatura «Beij.» se emplea para indicar a Martinus Willem Beijerinck como autoridad en la descripción y clasificación científica de los vegetales.[4]